# Fort Night Show
Fort Night Show fue un programa de televisión argentino conducido por Ricardo Fort y Marina Calabró, que se estrenó el 23 de junio de 2012 por América TV ―con 7.6 puntos de índice de audiencia―, y se despidió del aire el 6 de octubre de 2012 ―con picos de 4,2 puntos de índice de audiencia―.
Se emitió los sábados de 21:00 a 00:00. Se trataba de un programa de entretenimientos y talk show en donde había sketches, juegos y premios, invitados especiales, musicales, acciones solidarias a una fundación y humor.
El panel estaba integrado por Lionel Pecoraro, Vanessa Carbone, Stefanía Xipolitakis, Dominique Pestaña, Celeste Muriega y el periodista Fernando Prensa. Además tenía bailarines-ayudantes llamados «Los Ricardos» (así como Marcelo Tinelli tenía «Las T-Nellys» y Susana Giménez tenía «Los Susanos»). Uno de «Los Ricardos» más famosos era el modelo Iván Orduña. Algunas personas que participaron del programa fueron Juan Carlos Calabró, Erika Mitdank, Facundo Ventura, Jacobo Winograd, Gabriel Rosita González, el periodista Fernando Prensa y Adriana Aguirre. Productor ejecutivo y contenido Pepe Parada. 

## Emisiones
| sábado | 23 de junio      | Programa 1  | 21:00 | 7.6 | ------ | No | Décimo          | [ 1 ]  |
| sábado | 30 de junio      | Programa 2  | 21:00 | 3.3 | ------ | No | Vigesimaoctava  | [ 2 ]  |
| sábado | 7 de julio       | Programa 3  | 21:00 | 3.1 | ------ | No | Vigésimo        | [ 3 ]  |
| sábado | 14 de julio      | Programa 4  | 21:00 | 3.1 | ------ | No | Decimonoveno    | [ 4 ]  |
| sábado | 21 de julio      | Programa 5  | 21:00 | 2.9 | ------ | No | Vigesimotercero | [ 5 ]  |
| sábado | 28 de julio      | Programa 6  | 21:00 | 3.9 | ------ | No | Decimosexto     | [ 6 ]  |
| sábado | 4 de agosto      | Programa 7  | 21:00 | 3.1 | ------ | No | Vigesimocuarto  | [ 7 ]  |
| sábado | 11 de agosto     | Programa 8  | 21:00 | 3.4 | ------ | No | Vigesimocuarto  | [ 8 ]  |
| sábado | 18 de agosto     | Programa 9  | 21:00 | 2.8 | ------ | No | Vigesimaoctava  | [ 9 ]  |
| sábado | 25 de agosto     | Programa 10 | 21:00 | 4.5 | ------ | No | Decimosexto     | [ 10 ] |
| sábado | 1 de septiembre  | Programa 11 | 21:00 | 2.8 | ------ | No | Vigesimotercero | [ 11 ] |
| sábado | 8 de septiembre  | Programa 12 | 21:00 | 4.2 | ------ | No | Decimocuarto    | [ 12 ] |
| sábado | 15 de septiembre | Programa 13 | 21:00 | 2.6 | ------ | No | Vigesimonoveno  | [ 13 ] |
| sábado | 22 de septiembre | Programa 14 | 21:00 | 3.2 | ------ | No | Vigesimonoveno  | [ 14 ] |
| sábado | 29 de septiembre | Programa 15 | 21:00 | 2.6 | ------ | No | Vigesimaoctava  | [ 15 ] |

     Emisión más vista.

     Emisión menos vista.